# Anisochaeta mikanioides
 Anisochaeta mikanioides  DC., 1836 è una specie di piante angiosperme dicotiledoni della famiglia delle Asteraceae, sottofamiglia Asteroideae e tribù Athroismeae .  Anisochaeta mikanioides è anche l'unica specie del genere  Anisochaeta  DC., 1836.

## Etimologia
Il nome scientifico della specie è stato definito dal botanico Augustin Pyramus de Candolle (1778-1841) nella pubblicazione " Prodromus Systematis Naturalis Regni Vegetabilis ... (DC.)" ( Prodr. [A. P. de Candolle] 5: 110 ) del 1836. Il nome scientifico del genere è stato definito nella stessa pubblicazione.

## Descrizione
Portamento. La specie di questa voce ha un habitus subarbustivo con ciclo biologico perenne.
Fusto. La parte aerea in genere è eretta, semplice o ramosa. 
Foglie. Le foglie lungo il caule sono disposte in modo alterno. La forma è piatta con margini profondamente lobati. Entrambe le facce sono sparsamente tomentose.
Infiorescenza. Le infiorescenze (sinflorescenze) sono formate da capolini solitari o raccolti in lassi corimbi. Le infiorescenze vere e proprie sono formeate da un capolino composto da un involucro, con forme da campanulate (o globose) o emisferiche, formato da diverse brattee, al cui interno un ricettacolo fa da base ai fiori di due tipi: raggio (non sempre presenti) e disco. Le brattee, a consistenza cartilaginea con dimensioni più o meno uguali oppure graduate con differenti lunghezze (disposizione embricata) si trovano su più serie; lo stereoma è indiviso. Il ricettacolo è piatto senza pagliette a protezione della base dei fiori.
Fiori.  I fiori sono tetra-ciclici (formati cioè da 4 verticilli: calice – corolla – androceo – gineceo) e pentameri (calice e corolla formati da 5 elementi). Si distinguono in:
- fiori del raggio (esterni): sono assenti;
- fiori del disco: sono attinomorfi e tutti perfetti.

- Formula fiorale:

*/x K {\displaystyle \infty }, [C (5), A (5)], G 2 (infero), achenio 
- Calice: i sepali del calice sono ridotti ad una coroncina di squame.

- Corolla:  la forma è tubulare bruscamente divaricata in 4-5 lobi; i lobi, patenti o eretti, hanno una forma deltata o più o meno lanceolata.

- Androceo: l'androceo è formato da 4-5 stami sorretti da filamenti generalmente liberi; gli stami sono connati e formano un manicotto circondante lo stilo; le teche (produttrici del polline) alla base sono piatte; il tessuto endoteciale (rivestimento interno dell'antera) è quasi sempre polarizzato (con due superfici distinte: una verso l'esterno e una verso l'interno). Il polline è sferico con un diametro medio di circa 25 micron;  è tricolporato (con tre aperture sia di tipo a fessura che tipo isodiametrica o poro) ed è echinato (con punte sporgenti).

- Gineceo: l'ovario è infero uniloculare formato da 2 carpelli. Lo stilo (il recettore del polline) è profondamente bifido, con due stigmi divergenti e con le linee stigmatiche marginali separate o contigue. I due bracci dello stilo sono ottusi e possono essere papillosi o ricoperti dorsalmente da ciuffi di peli.

Frutti. I frutti sono degli acheni con pappo. La forma è ellissoide e triquetra; la superficie è percorsa da pochi peli allungati doppi. Il pappo è formato da reste allungate simili a squame.

## Biologia
Impollinazione: l'impollinazione avviene tramite insetti (impollinazione entomogama tramite farfalle diurne e notturne).

Riproduzione: la fecondazione avviene fondamentalmente tramite l'impollinazione dei fiori (vedi sopra).

Dispersione: i semi (gli acheni) cadendo a terra sono successivamente dispersi soprattutto da insetti tipo formiche (disseminazione mirmecoria). In questo tipo di piante avviene anche un altro tipo di dispersione: zoocoria. Infatti gli uncini delle brattee dell'involucro (se presenti) si agganciano ai peli degli animali di passaggio disperdendo così anche su lunghe distanze i semi della pianta. Inoltre per merito del pappo (se presente) il vento può trasportare i semi anche a distanza di alcuni chilometri (disseminazione anemocora).

## Distribuzione e habitat
La specie Anisochaeta mikanioides è distribuita in Africa meridionale (KwaZulu-Natal)..

## Sistematica
La famiglia di appartenenza di questa voce (Asteraceae o Compositae, nomen conservandum) probabilmente originaria del Sud America, è la più numerosa del mondo vegetale, comprende oltre 23.000 specie distribuite su 1.535 generi, oppure 22.750 specie e 1.530 generi secondo altre fonti (una delle checklist più aggiornata elenca fino a 1.679 generi). La famiglia attualmente (2021) è divisa in 16 sottofamiglie; la sottofamiglia Asteroideae è una di queste e rappresenta l'evoluzione più recente di tutta la famiglia.

### Filogenesi
La tribù di questa voce (Athroismeae) è una delle 21 tribù della sottofamiglia Asteroideae). Da un punto di vista filogenetico, Athroismeae, all'interno della sottofamiglia, fa parte del gruppo "Helianthodae".
In base alle ultime ricerche di tipo filogenetico la specie di questa voce potrebbe appartenere alla tribù Athroismeae, forse in posizione "basale".
I caratteri distintivi della specie Anisochaeta mikanioides sono:
- le brattee dell'involucro sono cartilaginee;
- il pappo è formato da reste allungate simili a squame.